# Galium filipes
Galium filipes är en måreväxtart som beskrevs av Per Axel Rydberg. Galium filipes ingår i släktet måror, och familjen måreväxter. Inga underarter finns listade i Catalogue of Life.